# Internierung japanischstämmiger Amerikaner

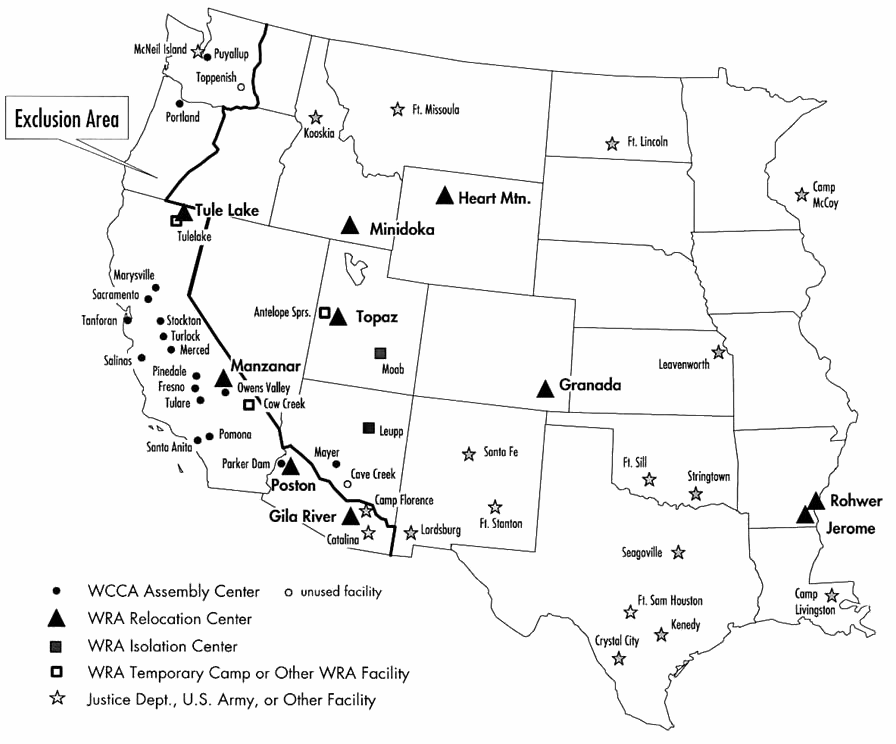
Die zehn Internierungslager und weitere Einrichtungen der War relocation authority im Westen der Vereinigten Staaten

 Die Internierung japanischstämmiger Amerikaner war eine erzwungene Umsiedlung und Internierung von annähernd 120.000 Japanern und japanischstämmigen Amerikanern von der Westküste der Vereinigten Staaten während des Zweiten Weltkriegs. 62 Prozent der Umgesiedelten waren Bürger der Vereinigten Staaten. Während etwa 10.000 in der Lage waren, in einen anderen Teil des Landes gemäß ihrer eigenen Wahl umzuziehen, wurde der Rest – schätzungsweise 110.000 Männer, Frauen und Kinder – in hastig aufgebaute Lager im Landesinneren umgesiedelt, genannt War Relocation Centers.

## Geschichte der Internierung

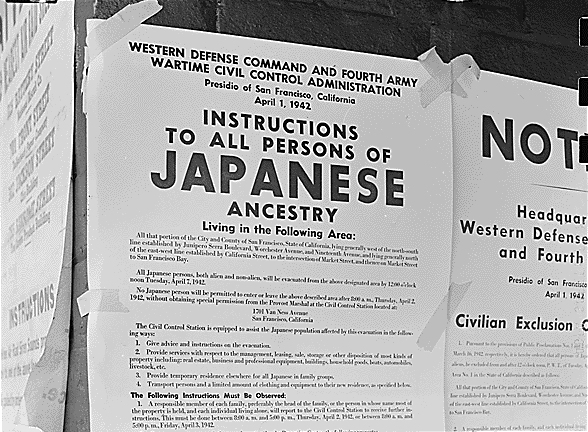
Befehl an alle japanischstämmigen Bewohner San Franciscos, sich innerhalb einer Woche an Sammelpunkten zum Abtransport einzufinden.

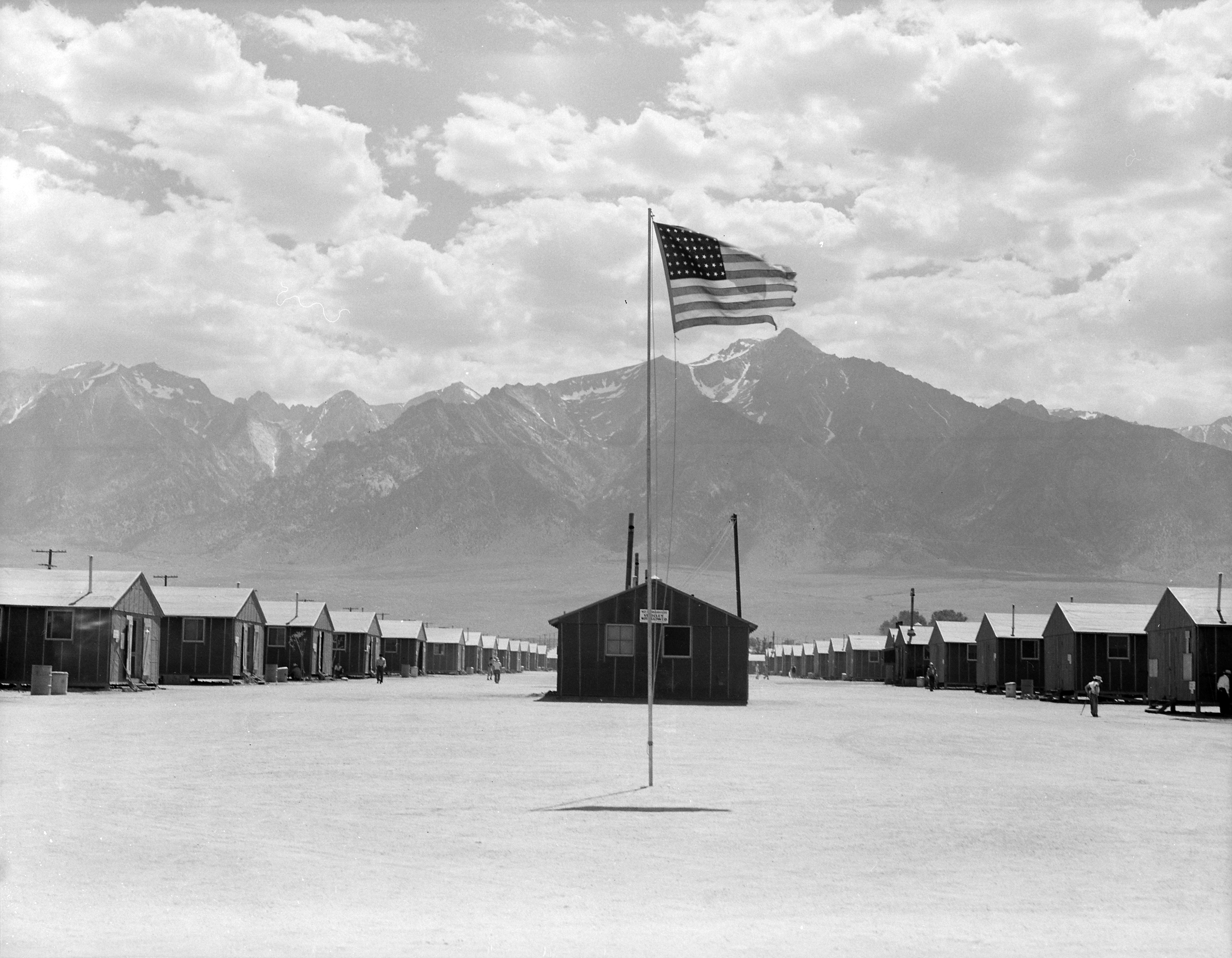
Manzanar im Staubsturm am 3. Juli 1942

Nach dem Angriff auf Pearl Harbor und dem Eintritt der Vereinigten Staaten in den Zweiten Weltkrieg vom Dezember 1941 wurden nicht nur japanische Staatsangehörige in den Vereinigten Staaten, sondern auch alle amerikanischen Staatsbürger japanischer Abstammung als Sicherheitsrisiko (Enemy Alien) eingestuft. Die Maßnahme stützte sich auf weitverbreitete rassistische Vorurteile und in Fortsetzung verschiedener diskriminierender Einschränkungen, darunter dem Immigration Act of 1924, der die Zuwanderung von Japanern verbot. Nach dem Angriff auf Pearl Harbor hatten im Zuge des Niihau-Zwischenfalls zudem US-Bürger japanischer Abstammung einem auf der Insel Niʻihau notgelandeten japanischen Militärpiloten gewalttätig Fluchthilfe geleistet.
Am 19. Februar 1942 unterzeichnete Präsident Franklin D. Roosevelt die Executive Order 9066, auf deren Grundlage große Teile der Pazifik-Anrainerstaaten zum Sperrgebiet erklärt wurden. Alle Bewohner Kaliforniens, des westlichen Oregons und Washingtons sowie eines kleinen Streifens im Süden Arizonas und Alaskas mit japanischen Vorfahren wurden durch die War Relocation Authority (Kriegs-Umsiedelungs-Behörde) in Internierungslager östlich der Pazifik-Region eingewiesen. Eine vergleichbare Ermächtigung zur vollständigen Internierung von deutsch- und italienischstämmigen Bewohnern der Ostküste wurde nicht umgesetzt. Rund 11.000 Deutsche und Deutschstämmige und etwa 3000 Italiener wurden aber individuell interniert.
Im Dezember 1944 wies der Supreme Court die Klage des japanischstämmigen Amerikaners Fred Korematsu gegen die Internierung ab und urteilte, dass sie im Grundsatz rechtmäßig sei. Am gleichen Tag entschied er, dass die Internierung einer anderen japanischstämmigen Amerikanerin, Mitsuye Endos, deren Loyalität unbestritten sei, nach dem Habeas-Corpus-Grundsatz unzulässig sei. Daraufhin erklärte die Bundesregierung, die Internierung bis Jahresende 1945 beenden zu wollen. Das Ende des Zweiten Weltkriegs kam dem zuvor.
Insgesamt waren von den Zwangsmaßnahmen gegen die japanischstämmige Bevölkerung 116.000 Menschen betroffen; sie lebten bis 1945 in zehn Barackensiedlungen weit abseits größerer Ortschaften und unter Bewachung durch das US-Militär. Nach dem Ende des Krieges wurden ihnen unter engen Voraussetzungen einige nachgewiesene Schäden erstattet.
In den 1960er Jahren begann unter dem Eindruck der Bürgerrechtsbewegung Kritik an den Maßnahmen laut zu werden; Executive Order 9066 wurde formal am 19. Februar 1976 von Präsident Gerald Ford aufgehoben. Die Diskussion führte in den 1980er Jahren zu umfangreichen wissenschaftlichen Untersuchungen und einer politischen Debatte. 1980 richtete der US-Kongress eine Sonderkommission zur Untersuchung der Umstände der Internierung der japanischstämmigen US-Amerikaner im Zweiten Weltkrieg ein, die Commission on Wartime Relocation and Internment of Civilians (CWRIC). Diese kam 1982 zu dem Schluss, die Entscheidungen zur Internierung dieser Menschen in Lagern sei eine „schwere Ungerechtigkeit“ gewesen, die sich aus „Rassenvorurteilen, Kriegshysterie und einem Versagen der politischen Führung“ ergab, und übereinstimmend sagte die Regierung, dass „die Entscheidung in Korematsu vom ‚Gericht der Geschichte‘ (court of history) zurückgewiesen worden sei.“
Etwa gleichzeitig wurden geheime Unterlagen des US-Justizministeriums gefunden, aus denen hervorging, dass dieses 1943 und 1944 bereits von verschiedenen Ermittlungsbehörden und Geheimdiensten, darunter dem Federal Bureau of Investigation (FBI) J. Edgar Hoovers und dem Marinenachrichtendienst Office of Naval Intelligence, unterrichtet worden war, dass keinerlei Fehlverhalten japanischstämmiger Amerikaner festgestellt worden sei. Diese offiziellen Berichte waren dem Obersten Gerichtshof der USA vom Justizministerium absichtlich nie vorgelegt worden; in einem Fall war der Bericht verbrannt worden. Nach einem sogenannten coram nobis (lat. in unserer Gegenwart) Gesuch, einem Antrag vor Gericht einen vorher gemachten ernsten Irrtum zuzugeben und zu korrigieren, hob 1983 das Distrikts-Bundesgericht in San Francisco Korematsus Verurteilung von 1942 auf. 1988 sprach der Civil Liberties Act of 1988 jedem noch lebenden Opfer der Zwangsumsiedelung 20.000 Dollar Entschädigung zu. 1992 wurden in einer Gesetzesänderung weitere Mittel bereitgestellt, um die Verpflichtung erfüllen zu können, und Präsident George Bush sprach eine formelle Bitte um Entschuldigung aus.
Die 1944 vom Obersten Gerichtshof festgestellte Verfassungsmäßigkeit der Internierung in Korematsu v. United States wurde erst 2018 im Fall Trump v. Hawaii aufgehoben, wobei Chief Justice John Roberts Korematsu als „moralisch abstoßend“ bezeichnete. In der Mehrheitsmeinung schrieb er:

„Korematsu war gravierend falsch am Tag der Entscheidung, wurde bereits vor dem Gericht der Geschichte widerrufen, und – um klar zu sein – hat laut der Verfassung keinen Platz in der Rechtsprechung.“

Richter Roberts zitierte dabei die Minderheitsmeinung von Richter Robert H. Jackson in der Korematsu-Entscheidung von 1944. Das Urteil im Rechtsstreit Trump v. Hawaii ließ offen, ob durch das Urteil von 2018 die Abweisung der Klage von Fred Korematsu gegen seine Internierung 1944 rechtlich aufgehoben wurde oder ob der Oberste Gerichtshof 2018 lediglich die Entscheidung des Obersten Gerichtshofes von 1944 missbilligt habe. Erst fünf Jahre später, in seinem Urteil im Rechtsstreit Students for Fair Admissions v. Harvard am 29. Juni 2023, bestätigte der Oberste Gerichtshof in einer Fußnote, dass es mit seinem Urteil im Fall Trump v. Hawaii die Abweisung der Klage von Fred Korematsu gegen seine Internierung 1944 rechtsgültig aufgehoben habe.
Die Erinnerung an die Geschichte der Japaner in den USA hält das Japanese American National Museum (JANM) in Los Angeles wach. 2025 und 2026 wird das Gebäude renoviert. Währenddessen bietet das Museum zahlreiche Veranstaltungen an anderen Orten an, unter anderem in Schulen (JANM on the go!). Im Zuge ihrer Politik, die Erinnerung an die Geschichte der Minderheiten in den USA zu beschneiden, kürzte die Regierung von Präsident Trump 2025 die Mitfinanzierung des Museums aus Bundesmitteln.

## Gedenkstätten

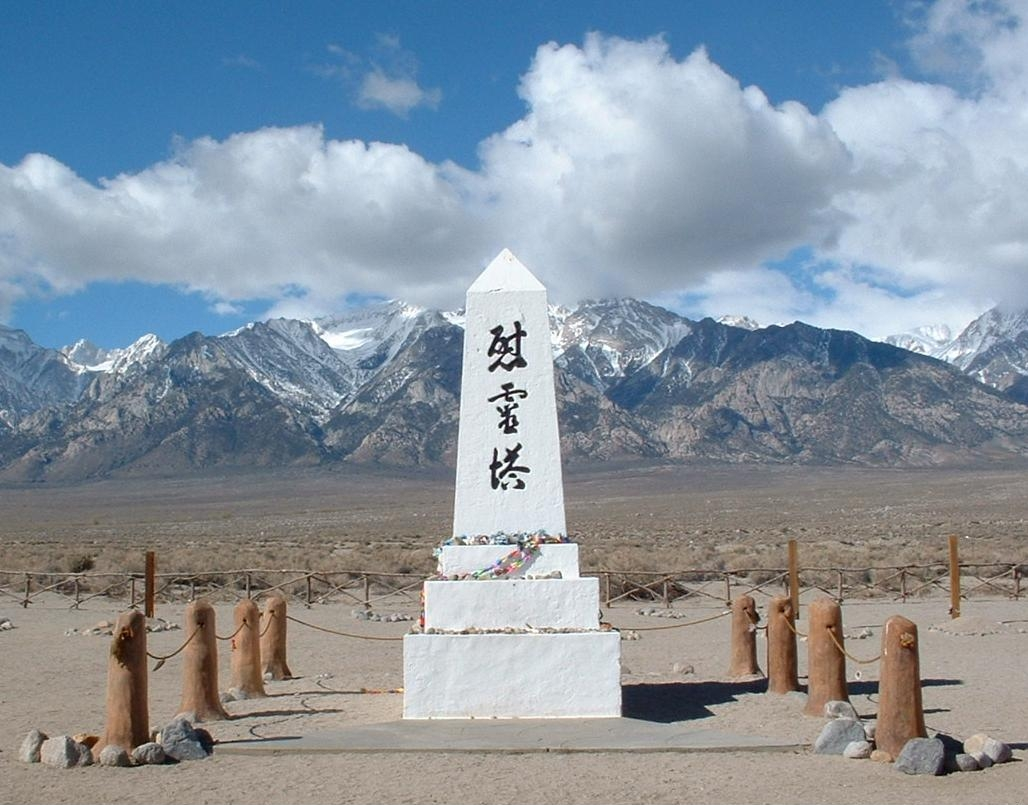
Gedenkstein an die Opfer im Lager Manzanar

Das ehemalige Manzanar War Relocation Center im Osten Kaliforniens ist seit 1992 als National Historic Site ausgewiesen und der Ort jährlicher Zusammenkünfte von lebenden Opfern der Internierung und ihrer Angehörigen.
Minidoka National Historic Site in Idaho wurde 2001 als National Monument eingerichtet und 2008 in einen National Historic Site umgewandelt. Die Gedenkstätte ist noch nicht ausgebaut, ein Plan liegt seit 2006 vor. Die Finanzierung ist seit 2007 gesichert, der Baubeginn steht noch nicht fest. Seit 2003 gibt es jährliche Treffen von ehemaligen Internierten und ihren Nachkommen vor Ort
Seit 2008 ist das Tule Lake War Relocation Center im Norden Kaliforniens eine Gedenkstätte, seit 2019 als Tule Lake National Monument ausgewiesen.
Mehrere der acht anderen Lagerstandorte sind als National Historic Landmarks eingestuft.
Es gab folgende Relocation Centers:
- Gila River War Relocation Center
- Granada War Relocation Center
- Heart Mountain War Relocation Center
- Jerome War Relocation Center
- Manzanar War Relocation Center
- Minidoka War Relocation Center
- Poston War Relocation Center
- Rohwer War Relocation Center
- Topaz War Relocation Center
- Tule Lake War Relocation Center

## Mediale Rezeption

### Dokumentarfilme
- Unfinished Business (USA, 1986, Regie: Steven Okazaki)
- Days of Waiting (USA, 1990, Regie: Steven Okazaki)
- Time of Fear (USA, 2005, TV-Dokumentarfilm, Regie: Sue Williams)

### Spielfilme
- American Pastime (USA, 2007, Regie: Desmond Nakano)
- Schnee, der auf Zedern fällt (USA, 1999, Regie: Scott Hicks), nach dem gleichnamigen Buch von David Guterson, 1994
- Komm und sieh das Paradies (USA, 1990, Regie: Alan Parker)

### Fernsehserien
- The Terror: Infamy, (2019) 2. Staffel von The Terror (USA, seit 2018)
- Hawaii Five-0 Episode 81, „Alte Wunden“ (USA, 2013)
- Magnum Staffel 3, Episode 18: „Spur in die Vergangenheit“ (Originaltitel „Forty Years from Sand Island“) (USA, 1983)

### Romane
- Stiller Ruhm (im englischen Original Silent Honor) von Danielle Steel, 1996
- Wovon wir träumten (Originaltitel The Buddha in the Attic) von Julie Otsuka, 2011
- Schnee, der auf Zedern fällt (Originaltitel: Snow Falling on Cedars) von David Guterson 1996 dt. (1994 engl.)

### Comics
- Citizen 13660 von Miné Okubo, 1947
- They Called Us Enemy: Eine Kindheit im Internierungslager (Originaltitel They Called Us Enemy) von George Takei et al., 2020

### Lieder
- Cock Robin: Manzanar auf dem Album First Love Last Rites, 1990
- Tom Russell: Manzanar[15] auf der CD Box Of Visions, 1992
- Fort Minor: Kenji[16] auf dem Album The Rising Tied, 2005
- Kishi Bashi: Summer of '42 auf dem Album Omoiyari, 2019

### Musical
- Allegiance (USA, 2012)

### Oper
- An American Dream von Jack Perla, 2015